# Oomorphidius
Oomorphidius är ett släkte av skalbaggar. Oomorphidius ingår i familjen vivlar.
Kladogram enligt Catalogue of Life:
| Oomorphidius | \| \| Oomorphidius erasus \| \| \| \| \| \| Oomorphidius laevicollis \| \| \| \| |
|              | \| \| Oomorphidius erasus \| \| \| \| \| \| Oomorphidius laevicollis \| \| \| \| |
|              | Oomorphidius erasus                                                              |
|              |                                                                                  |
|              | Oomorphidius laevicollis                                                         |
|              |                                                                                  |